# Bugatti Type 55
El Bugatti Type 55 es un automóvil deportivo biplaza producido por el fabricante francés Bugatti entre 1931 y 1935. El Type 55 es la versión de calle del Type 54, un automóvil de carreras de Gran Premio.

## Mecánica
El Bugatti Type 55 está equipado con un motor de ocho cilindros en línea de 2,3 L (2262 cm³), proveniente del Bugatti Type 51. Este motor produce 130 CV a 5000 rpm. La versión roadster tiene una batalla de 2750 mm y un peso de 816 kg. La velocidad máxima del Type 55 es de 180 km/h. Está equipado con una caja de cambios manual de cuatro velocidades proveniente del Bugatti Type 49.